# セルゲイ・ダリキン
セルゲイ・ミハイロヴィチ・ダリキン（ダルキン、ロシア語: Сергей Михайлович Дарькин、ラテン文字表記の例：Sergei Mikhailovich Darkin、1963年12月9日 -  ）は、ロシアの実業家、政治家。ロシア極東の沿海地方知事(2001年-2012年)。沿海地方ボリショイ・カーメニ出身。
極東航海大学を卒業後、ウラジオストックで港湾労働者として働き始めるかたわら、極東航海大学に学び、1985年同大学を卒業し、大学院に進む。
1989年ダリジング社副社長に就任。1991年にはロリズ社を設立した。同社は造船業、次いで水産業に進出した。1998年沿海銀行頭取となり、2001年沿海地方知事選挙に立候補するまでロリズ・グループの総帥として君臨した。
2001年2月5日エフゲニー・ナズドラチェンコ沿海地方知事は辞意を表明した。1月に心臓発作を理由に入院していたが、ナズドラチェンコの辞任は、沿海地方におけるエネルギー危機によるものであり、ウラジーミル・プーチン大統領による事実上の解任であった。ダリキンはナズドラチェンコの後継を選ぶ知事選挙に立候補し、5月27日の第1回投票で得票率24パーセントを獲得し、1位となった。同年6月17日の決選選挙で、40.17パーセントを獲得し、6月25日に正式に知事に就任した。2005年1月の法改正によりロシア連邦を構成する連邦構成主体の首長（知事、行政長官）は大統領の任命制になったが、ダリキンはこの改正後に就任した最初の知事である。任期は2010年まで。
夫人との間に三女。趣味はバレーボール、スキューバダイビング、釣り、狩猟。